# 제주북초등학교
제주북초등학교는 대한민국 제주특별자치도 제주시 삼도2동에 있는 공립 초등학교로, 이 학교는 대한제국 시대 말기였던 1907년 5월 19일에 전남제주관립보통학교로 첫 개교하였다.

## 학교 연혁
- 1907년 1월 10일 제주관립보통학교 설립인가
- 1907년 5월 19일 제주관립보통학교 개교(4년제)
- 1920년 4월 1일 6년제 개편
- 1938년 4월 1일 제주북공립심상소학교로 개칭
- 1941년 4월 1일 제주북공립국민학교로 개칭
- 1951년 6월 1일 제주북국민학교로 개칭
- 1996년 3월 1일 제주북초등학교로 개칭[2]
- 2007년 5월 19일 개교 100주년
- 2009년 3월 1일 20학급 편성(특수학급 포함)
- 2011년 3월 1일 18학급 편성(특수학급 포함)
- 2014년 3월 1일 14학급 편성(특수학급 포함)
- 2015년 9월 12일 제주북초등학교 제북관 개관
- 2017년 2월 7일 제107회 38명 졸업(총 24,692명)
- 2017년 3월 1일 13학급 편성(특수학급 포함)
- 2017년 3월 1일 제45대 박희순 교장 부임
- 2018년 1월 26일 제108회 43명 졸업(총 24,735명)
- 2018년 3월 1일 제주형 자율학교 지정
- 2021년 9월 1일 제주형자율학교(IB 관심학교) 운영
- 2022년 3월 1일 제주형자율학교(IB 후보학교) 운영
- 2023년 11월 20일 IB PYP 월드스쿨 인증
- 2023년 12월 29일 제114회 36명 졸업(총 24,947명)
- 2024년 3월 1일 15학급 편성(특수학급, 한국어학급 포함)
- 2024년 9월 1일 제48대 강정이 교장 부임

## 참고 자료
- 제주북초등학교 - 한국교육학술정보원 학교알리미